# Felis wenzensis
Felis wenzensis es una especie extinta de gato que fue descrita basándose en fósiles de la localidad Węże 1 del Plioceno en Polonia. Se conoce por un solo espécimen, una rama mandibular izquierda parcial, y se distingue de los felinos estrechamente relacionados Felis lunensis y Felis silvestris (el gato montés europeo moderno) por sus dientes más grandes.

## Historia y denominación
El fósil holotipo fue recolectado en la localidad de Węże, en el extremo norte de las tierras altas de Cracovia-Wieluń en Polonia. Fue descrita como la nueva especie Felis wenzensis por el paleontólogo Jan Stach en 1961. El nombre de la especie wenzensis significa «de Węże».

## Descripción
El holotipo y único espécimen es la parte frontal de una rama mandibular izquierda parcial, con el tercer y cuarto premolar intactos, pero sin el canino y los incisivos. Parte de la cavidad del diente del canino está presente, lo que permite medir el diastema. El primer y segundo premolar estaban completamente ausentes, y el tercer y cuarto premolar estaban presentes e intactos.
F. wenzensis era similar en tamaño al gato montés europeo moderno. Se diferencia de esa especie por su diastema más corto, y tanto del felino prehistórico contemporáneo Felis lunensis (que tiene un diastema igualmente corto) como del gato montés moderno por sus dientes comparativamente más grandes.

## Sistemática
Stach consideraba a F. wenzensis un pariente cercano, si no simplemente una variedad del norte, de Felis lunensis.
Otro conjunto de fósiles del sitio del Pleistoceno temprano tardío de Somssich Hill 2 en Hungría fueron descritos como similares en tamaño a Felis wenzensis, pero fueron asignados a Felis cf. lunensis debido a su edad más reciente.

## Biocronología y paleoecología
La localidad de Węże 1 se encuadra en la biozona MN 15 (Rusciniense tardío, Plioceno), datada entre  hace 4,2 y 3,4 millones de años. 
Se supone que el clima de la localidad era mediterráneo (relativamente cálido y árido) en esa época, debido a la presencia de varios reptiles, como las tortugas. También se registra una variedad de pequeños mamíferos en la localidad, incluidas múltiples especies de musarañas, erizos, desmanes, topos, ratas topo, al menos cinco especies de roedores, el lagomorfo Hypolagus beremendensis y el puercoespín Hystrix primigenia. Los mamíferos más grandes incluyeron el rinoceronte Dicerorhinus megarhinus y los ciervos Procapreolus wenzensis y Cervus warthae.
Además de Felis wenzensis, se conocen otros cinco carnívoros de Węże 1: Baranogale helbingi, el oso Agriotherium intermedium y los mustélidos Martes wenzensis, Mustela plioermina y Mustela pliocaenica. La mayoría de ellos, incluido F. wenzensis, sólo se conocen en el sitio Węże 1.